# Los espíritus patrióticos
Los espíritus patrióticos es una película argentina de comedia de 1989 coescrita y dirigida por María Victoria Menis y Pablo Nisenson y protagonizada por Alicia Zanca, Héctor Malamud, Ana María Casó, Mauricio Dayub y Diana Ingro. Se estrenó el 20 de abril de 1989.

## Sinopsis
Un grupo integrado por los fantasmas de un conquistador, un ganadero, un general y un parapolicial planea un golpe de Estado.

## Reparto
- Alicia Zanca
- Héctor Malamud
- Ana María Casó
- Mauricio Dayub
- Diana Ingro
- Alfredo Iglesias
- Jorge D'Elía
- Pacheco Fernández
- Marcos Woinsky
- Pompeyo Audivert

## Comentarios
Según el crítico Rómulo Berruti este filme “como juego libre y transgresor, se justifica a sí mismo y resulta de a ratos regocijante. Pero al mismo tiempo, se queda en el nivel de la travesura menor” en tanto la crónica de El Ciudadano señala: “Hay un cuidado por los aspectos técnicos (…) pero el desbarajuste llega por los textos y un guion que (…) hizo mayor hincapié en las travesuras de unos periodistas por descubrir a los golpistas, y no en el ámbito fantástico que le ofrecía la trama. Esta película fue galardonada con el premio Cóndor de Plata a la mejor ópera prima de 1989 y con los premios mejor ópera prima en los festivales de cine de Santa Fe y de Bariloche y se exhibió como invitada en el festival de cine del American Institute Film y en el de Chicago.